# プレアヴィヒア寺院
座標: 北緯14度23分31秒 東経104度40分48秒 / 北緯14.39194度 東経104.68000度
プレアヴィヒア寺院 (英語: Preah Vihear Temple、クメール語: ប្រាសាទព្រះវិហារ、タイ語: ปราสาทพระวิหาร) は、カンボジア・タイ国境にあるダンレク山地内のカンボジア領内（プレアヴィヒア州）に位置するヒンドゥー教寺院。9世紀末にクメール人によって建設され、11世紀に増築されたとされる。2008年7月に、世界文化遺産に登録された。

## 概要
寺院名の「プレアヴィヒア」とはクメール語で「神聖な寺院」の意味で、サンスクリットから来ている。タイ側の呼称である「プラーサート・プラウィハーン」も同じくタイ語で「神聖な寺院」の意味である。
ダンレク山地の海抜625mの断崖の頂上にあり、眼下に眺望が開けている。同国内のアンコール・ワットからは、北東120kmに位置する。カンボジアのプレアヴィヒア州Choam Khsant郡にあるが、隣接するタイのシーサケート県にあるカオプラウィハーン国立公園から伸びている参道を通って参詣するのが最も容易であったが、2008年の最初の紛争以来2012年現在まで国境封鎖中のためタイ側からは行けなくなった。アンコール遺跡群のあるシェムリアップからアンロン・ヴェンを経て遺跡へと向かう道路は全て舗装整備されており、車で片道3時間程度のため日帰りも可能となった。
9世紀にクメール王朝によって創建された時はヒンドゥー教のシヴァ神を祀る寺院であった。プレアヴィヒア寺院における建築で現存するものの中では、10世紀初期のコ・ケー時代のものが最古である。プレアヴィヒア寺院は数世紀にわたって増改築が重ねられ、10世紀末期のバンテアイ・スレイ様式も残っているが、今日目にする寺院建築の大半は、11世紀前半のスーリヤヴァルマン1世と12世紀前半のスーリヤヴァルマン2世の治世に増築されたものである。寺院内にはスーリヤヴァルマン2世が祭祀を学び、師であるバラモンに像などを寄進したという銘文が残っている。ヒンドゥー教がこの地域で衰退すると、プレアヴィヒア寺院は仏教寺院となった。

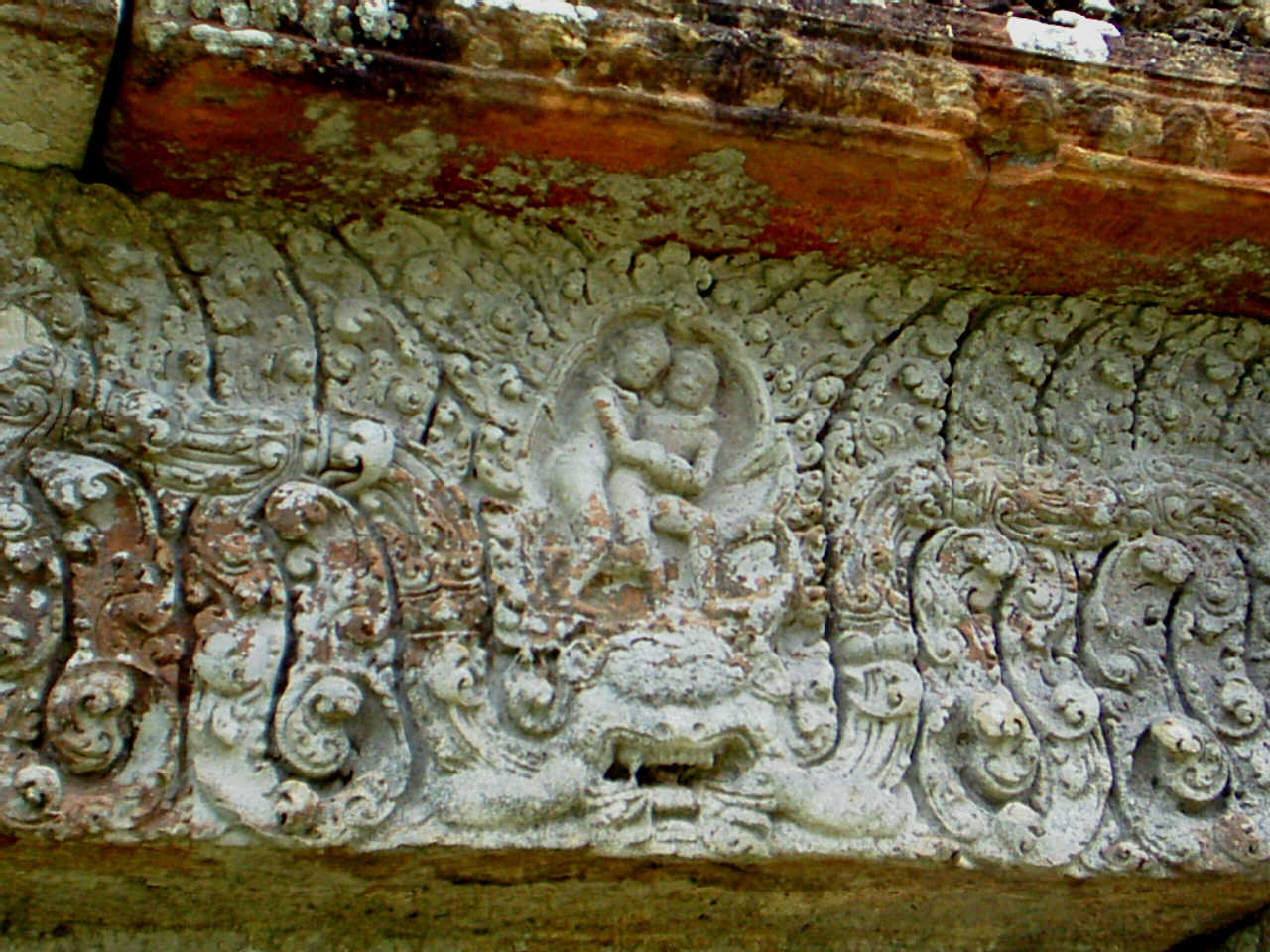
シヴァ神がアルジュナと闘う様子を描いた第3楼門のまぐさ石

プレアヴィヒア寺院はクメール王朝の寺院建築の中では珍しく東向きではなく、南北軸に沿って建てられている。長さは約800m。北側は平地で、今日ではここに国境線が走っており、その向こう側はタイの領土となる。参道は丘を登る形で南に伸び、そこに伽藍が位置する。南端は北端より120m高くなる。これは須弥山を模した形式である。参道には5つの楼門があり、北側から第5、第4…と便宜的に呼ばれている。各楼門とも階段を昇った上に建てられ、そこで眺望に変化がもたらされる。また楼門を潜らないと次の中庭が視野に入らないような工夫がなされている。第5楼門はコ・ケー様式で朱の色彩が残っているが、屋根の装飾は失われている。第4楼門はアンコール・トムのバプーオンやクリアンと同じ様式で、南側に三角形の切妻壁がある。これには乳海攪拌のクールマが描かれており、プレアヴィヒア寺院の傑作のひとつである。第3楼門は最大のもので2つの側門がある。最後に2つの中庭を経て、境内となる。外側の中庭には経蔵がある。

## カンボジアとタイの国境問題

### プレア・ビヘア寺院事件
プレアヴィヒア寺院の帰属はカンボジア・タイ両国の長年の懸案であったが、1962年6月15日にハーグの国際司法裁判所によりカンボジア領であると認められた。

### 2008年の衝突
2008年の世界遺産登録に関しては当初タイ側の支持もあったが（タイのノッパドン外務大臣がカンボジアのプレアヴィヒア寺院の世界遺産登録を支持）、その後支持したことがタイ王国の国内法違反とされ、当外務大臣は7月中に辞任した。2008年7月中旬、タイ人3名がプレアヴィヒア寺院に不法侵入したとしてカンボジア側に拘束された（その後解放）。この拘束に合わせ、タイ側が軍隊を派遣。それに対抗するようにカンボジア側も軍隊を派遣し、睨み合いが続いている。カンボジア側は国際連合安全保障理事会に一時訴えたが、その後取り下げている。2008年7月28日、状況を打開すべくカンボジア領内のシェムリアップにて両国外務大臣が会談を行い、両国が軍を撤退させることで同意したが、2008年8月3日現在では実現していない。2008年10月13日、カンボジアのフン・セン首相は、タイのソムポン外相との会談で、領内に侵入したタイ軍の14日までの撤退を求め、応じない場合は「戦争が起きる」と警告した。2009年2月10日、タイはプレアヴィヒア寺院のタイ側の入り口であるカオプラウィハーン国立公園を非公式に再開した。プレアヴィヒア寺院への立ち入りは不可能であるが、タイ側からその姿を見ることは可能である。

### 2011年の衝突
2011年2月4日以降、同寺院をめぐってカンボジア王国軍とタイ王国軍が交戦状態となり、避難民が数千人発生し、双方に民間人を含め数十人の死傷者が出た。報道によれば、最初の2日間で、タイ側に兵士1名・市民1名、カンボジア側に兵士2名・市民1名の犠牲者が出たという。
軍事的な緊張状態はその後も続いていたが、9月にタイ首相のインラック・シナワットらがカンボジアを訪問し、紛争解決に向けて動いた。
2013年11月には寺院周辺の4.6km2の帰属未確定であった土地についても、国際司法裁判所はカンボジアに帰属するとの判断を下している。

### 2025年の衝突
カンボジアとタイの両軍は5月28日早朝、プレアヴィヒアの係争地で交戦し、カンボジア兵1人が死亡した。互いに「相手側が先に発砲した」としている。カンボジア政府は15日、タイとの国境紛争について、国際司法裁判所（ICJ）に、提訴に向けた公式書簡を送付した。タイはICJへの提訴を承認していない。
両国はお互いに相手側を非難し、対抗措置の応酬を続けてきた。タイは7日、一部国境でタイ人旅行者の出国を止め、検問時間も短縮。12日にはカンボジアへの送電や通信サービスの遮断を警告した。カンボジアは13日、国内の映画館でタイ映画の上映を禁止した。タイからのインターネット帯域幅の購入も停止した。フン・マネット首相の父親で前首相のフン・センは16日、「タイが17日までにすべての国境検問所を開かなければ、タイからの野菜や果物の輸入を停止する」と演説した。
フン・センは、タイ政府が国軍を統治できず、国境を巡る一連の問題で軍部が暴走していると主張する。これに対し、タイのペートンタン首相は「政府と軍は緊密に連携しており、事実無根だ」と反発した。

## 世界遺産

### 登録基準
この世界遺産は世界遺産登録基準のうち、以下の条件を満たし、登録された（以下の基準は世界遺産センター公表の登録基準からの翻訳、引用である）。
- (1) 人類の創造的才能を表現する傑作。

## ギャラリー

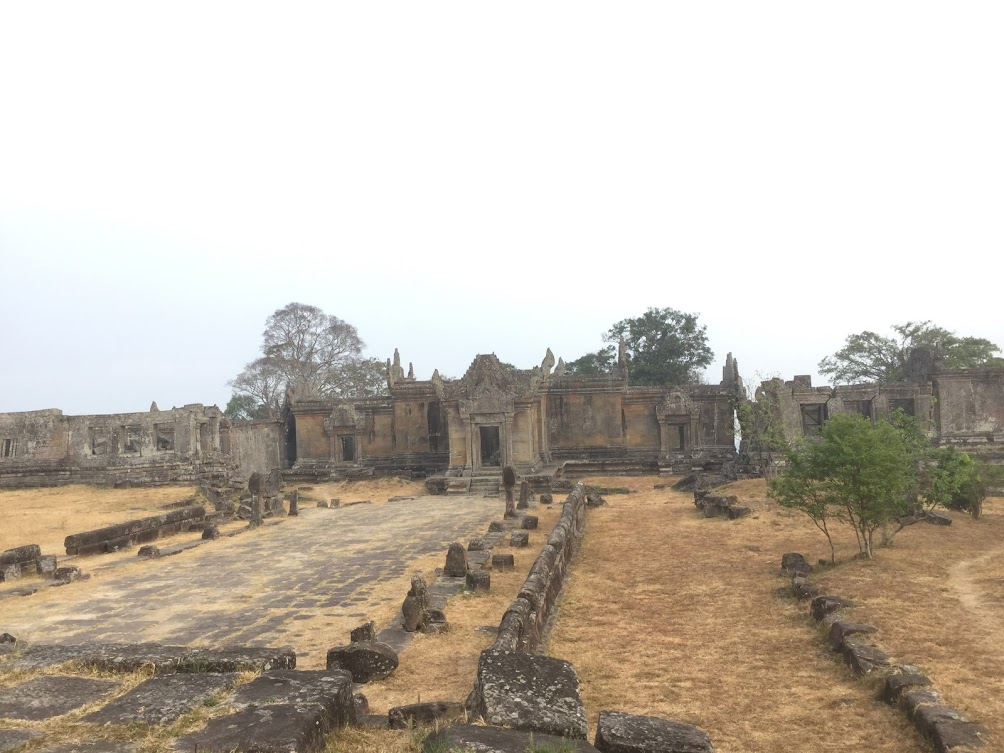
プレアビヒア寺院（正面）
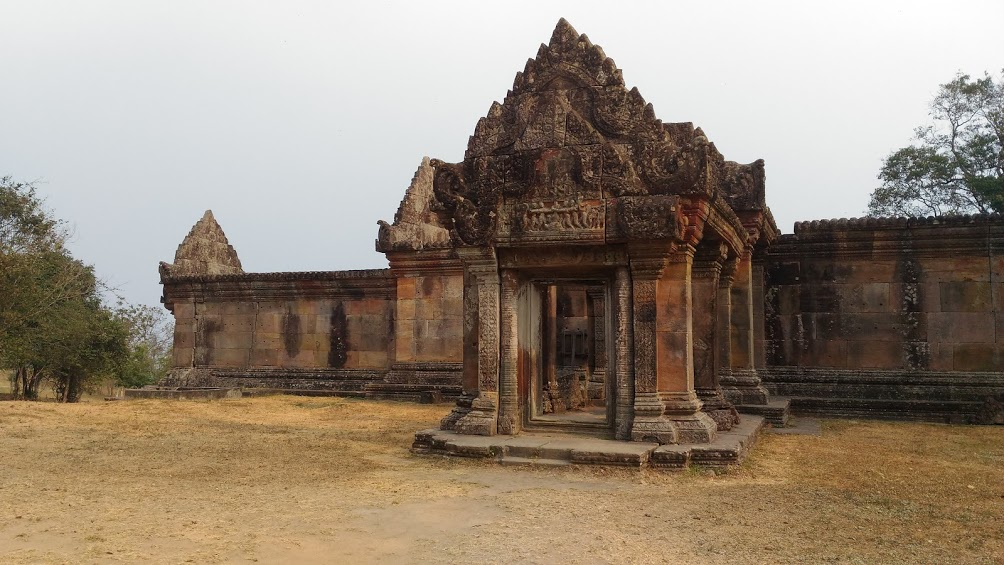
プレアビヒア寺院（正面）
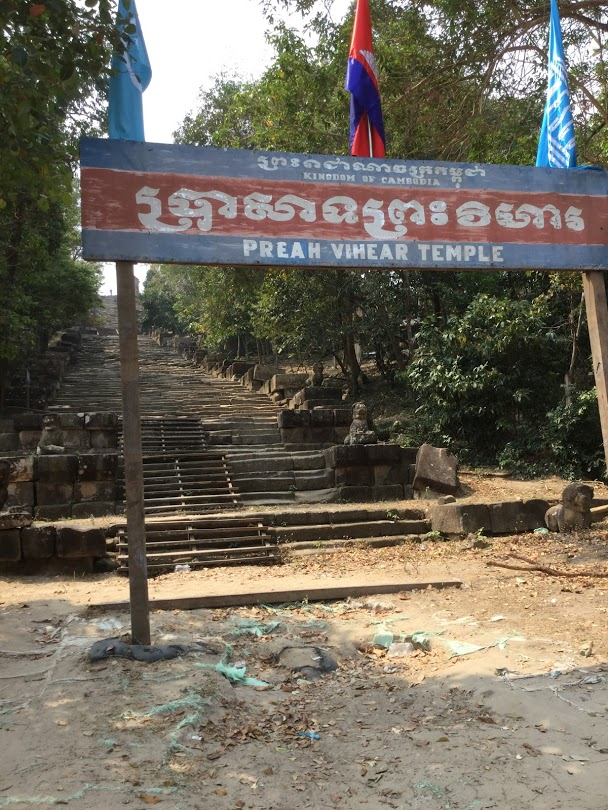
プレアビヒア寺院（タイ王国側からの入り口）（現在タイ王国からは立入不可）
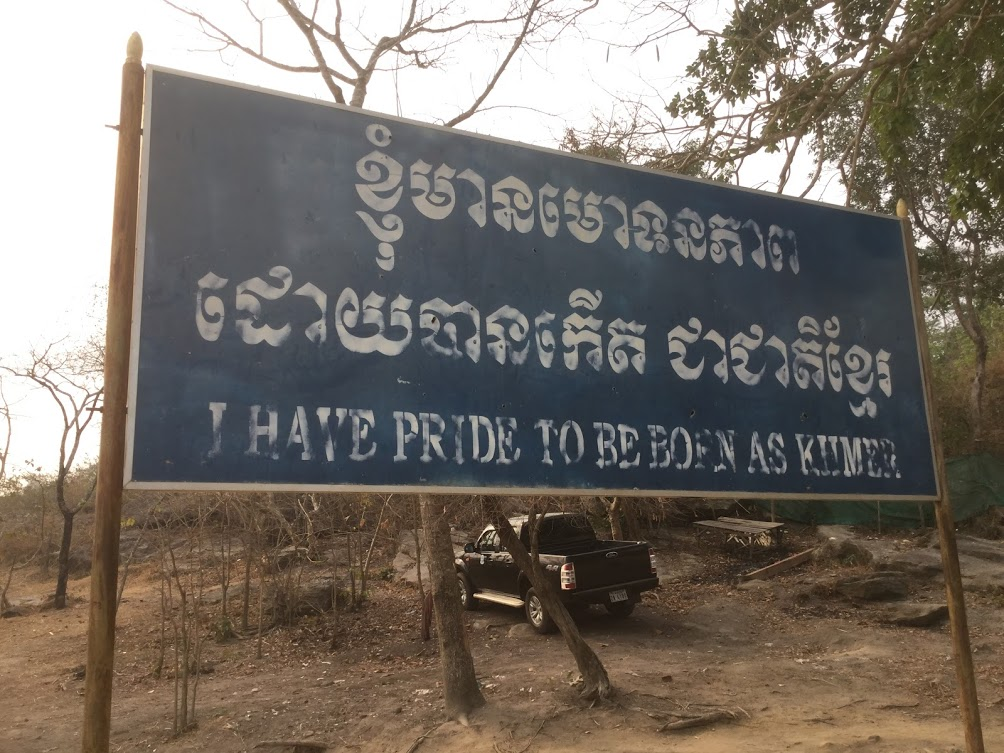
プレアビヒア寺院（タイ王国との紛争後に出来た看板）
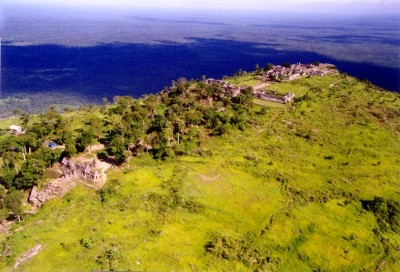
プレアヴィヒア寺院の上空写真